# Claudia Faniello
Claudia Faniello (født 25. februar 1988) er en  Maltetisk sangerinde som repræsenterede Malta ved Eurovision Song Contest 2017 med sangen "Breathlessly". Hun opnåede en 16. plads i semifinale 2 og derfor kvalificerede hun ikke til finalen.